# Elam (postać biblijna)
Elam (hebr. עֵילָם) − według Biblii syn Sema (a wnuk Noego), brat Assura, Arfachsada, Luda i Arama, (Rdz 10, 22).